# Constel·lació de Brúixola
Búixola o Brúixola (Pyxis) és una constel·lació introduïda per Nicolas-Louis de Lacaille amb el nom de Pyxis Nautica.
Es creu que representa la búixola d'Argo Navis, encara que no és massa factible que Argo portés brúixola, ja que no es creu que els grecs antics la fessin servir per a la navegació. S'ha de remarcar que Pyxis no era formalment una part d'Argo Navis; això és, els seus estels tenen la seva pròpia designació de Bayer independent, la qual cosa no és el cas de Carina, Puppis i Vela que conserven i es reparteixen entre si les designacions de Bayer procedents d'Argo).
Aquesta constel·lació està travessada per la Via Làctia. Els seus tres estrelles més brillants, Alfa, Beta i Gamma Pyxidis, estan disposades aproximadament en línia. Amb una lluminositat 22.000 vegades més gran que la del Sol i 3,68 de magnitud visual, Alfa Pyxidis és una estrella blanc-i-blava, la més brillant de la constel·lació. A prop d'Alfa es troba T Pyxidis, una nova recurrent que augmenta la seva brillantor fins a la magnitud 7 cada poques dècades. Tres estrelles tenen sistemes planetaris, tots ells descoberts per espectroscòpia Doppler. El cúmul globular de Pyxis està situat a uns 130.000 anys llum de distància al halo galàctic. No es pensava que aquesta regió contingués cúmuls globulars. S'ha plantejat la possibilitat que aquest objecte hagi escapat del Gran Núvol de Magallanes.

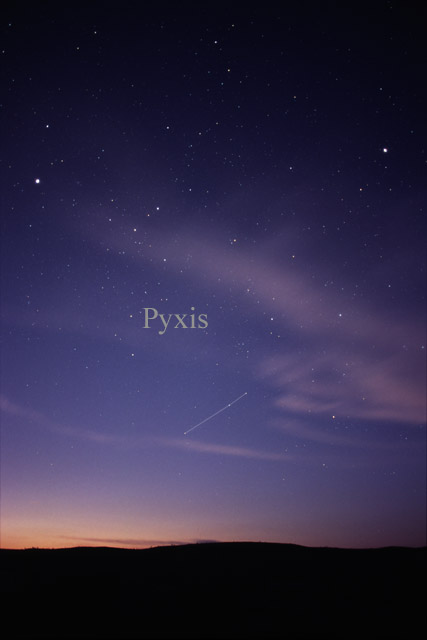
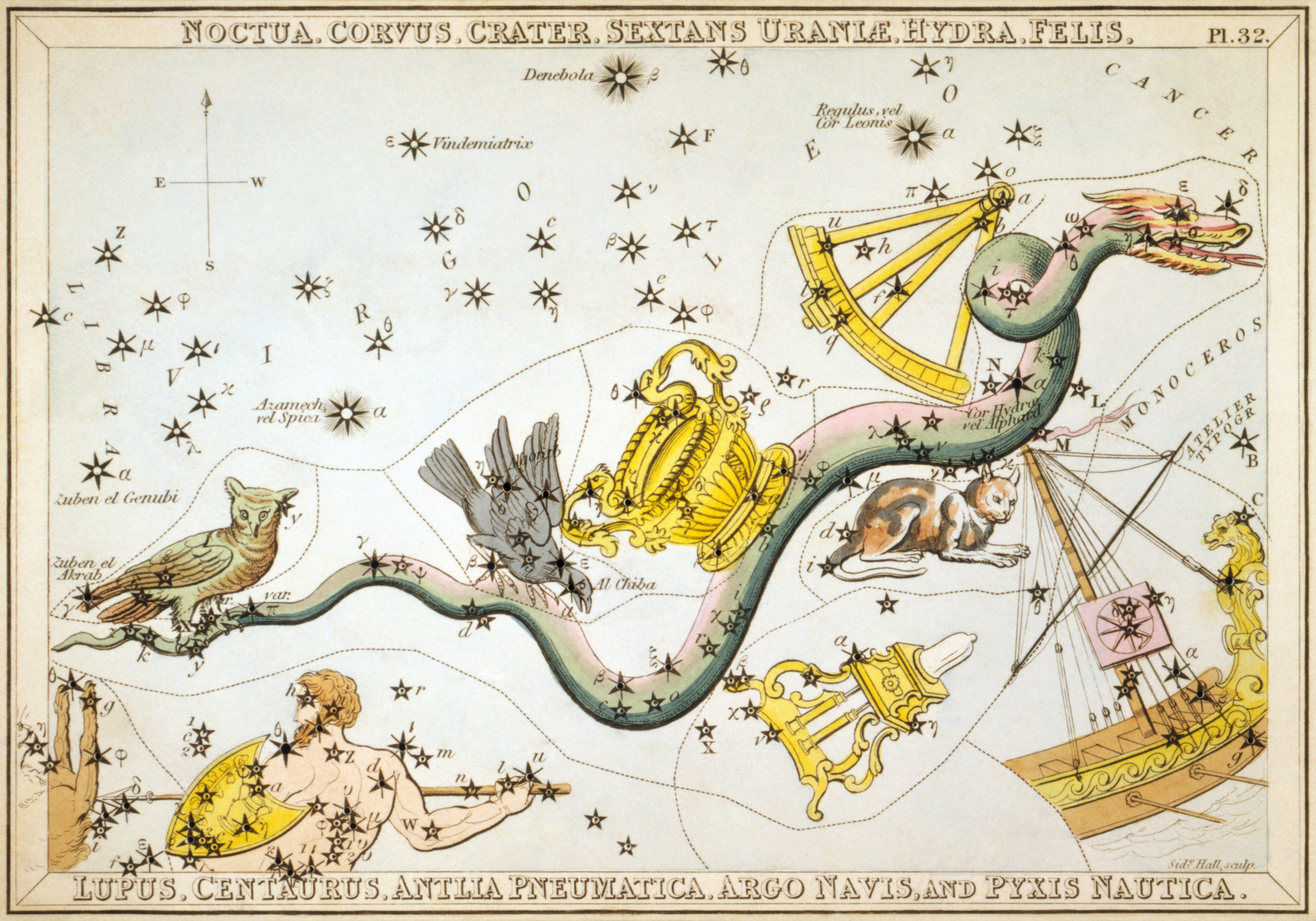

## Descripció
La Brúixola ocupa la posició 65 en cobrir 220,8 graus quadrats de cel nocturn (un 0,535 %). Donada la seva posició a l'hemisferi celeste sud, tota la constel·lació és visible fins a la latitud 52° N, encara que parts es poden veure fins a la latitud 72° N. Està limitada al nord per Hidra, a l'oest per la Popa, al sud per les Veles i les est per la Bomba Pneumàtica. L'abreviatura de tres lletres adoptada per la Unió Astronòmica Internacional el 1922 és «Pyx». Els límits oficials van ser establerts per Eugène Delporte el 1930 i delimiten un polígon de vuit costats. Al sistema de coordenades celestes, les ascensions rectes estan compreses entre 8 h 27,7 m i 9 h 27,6 m, mentre que les declinacions límit són −17,41° i −37,29°.

## Història
A l'Antiga Xina les estrelles Alfa, Beta i Gamma Pyxidis, juntament amb estrelles de la veïna Antlia, formaven part de Tianmiao, un temple celeste en honor dels avantpassats de l'emperador. La constel·lació de Pyxis és limítrof amb la immensa Argo Navis coneguda des de l'Antiquitat gràcies a Claudi Ptolemeu.
L'astrònom francès Nicolas-Louis de Lacaille va descriure per primera vegada la constel·lació com La Boussole (la Brúixola) el 1752  després d'haver observat i catalogat prop de 10 estrelles del cel austral durant la seva estada al cap de Bona Esperança. Va idear catorze noves constel·lacions a les regions inexplorades de l'hemisferi sud celeste que no són visibles des d'Europa i els va donar noms d'instruments científics que simbolitzaven la Il·lustració. Lacaille va llatinitzar el nom com Pixis (sic) Nautica a les cartes que va publicar el 1763. Els antics grecs havien identificat les quatre estrelles principals de la Brúixola com el pal de la nau Argos. Les constel·lacions de l'Antiguitat no cobrien necessàriament tot el cel: les zones que no tenien estreles brillants no eren atribuïdes a una constel·lació. Que Pyxis formés o no part d'Argo Navis està subjecte a debat, perquè en aquesta constel·lació no hi ha cap estrella brillant notable.
L'astrònom alemany Johann Bode va establir el 1801 la constel·lació Lochium Funis (la corda i la línia) al voltant de la constel·lació de la Brúixola, però la descripció no va prosperar. El 1844, John Herschel va tractar de ressuscitar la configuració clàssica d'Argo Navis anomenant-la Malus, el Màstil, un suggeriment seguida per Francis Baily. Més tard Benjamin Gould va restaurar la nomenclatura de Lacaille.

## Estrelles Principals

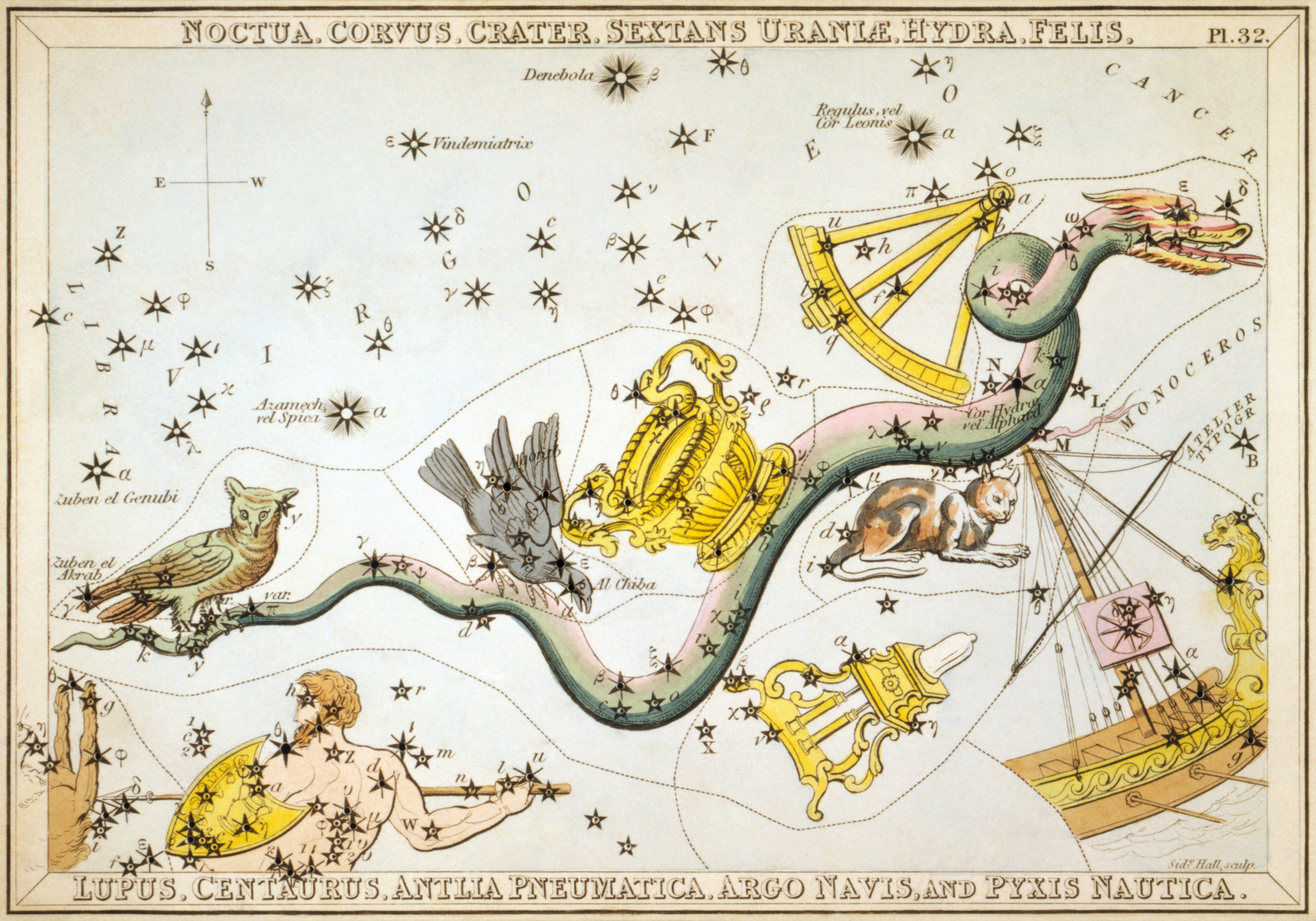
Pyxis es pot veure sobre el pal de l'Argo Navis

Lacaille va donar desginacions Bayer a deu estrelles ara denominades d'Alfa a Lambda Pyxidis, ometent les lletres gregues iota i kappa. Tot i que es tracta d'un element nàutic, la constel·lació no formava part integrant de l'antic Argo Navis i, per tant, no compartia les designacions Bayer originals d'aquesta constel·lació, que es dividien entre Carina, Vela i Puppis. Pyxis és una constel·lació tènue, les seves tres estrelles més brillants—Alfa, Beta i Gamma Pyxidis—formen una línia aproximada. En total, hi ha 41 estrelles dins dels límits de la constel·lació amb magnitud aparent més brillants o iguals a 6,5.

### α Pyxidis
L'estrella més brillant de la constel·lació és α Pyxidis. Amb una magnitud aparent de sols 3,68, aquesta estrella està allunyada prop de 850 anys llum. Situada a prop de la Via Làctia, és obscurida per la pols interestel·lar. És un gegant blau càlid (22.900 k a la superfície), 18.000 vegades més brillant que el Sol i 8 vegades més gran. És bastant jove (probablement devers 18 milions d'anys).

### Altres estrelles
β Pyxidis és una estrella taronja, 100 vegades més lluminosa que el Sol.
T Pyxidis és una nova recurrent, de la magnitud 14 entre les seves explosions espaiades per terme mitjà 19 anys.

### Taula de recapitulació de les estrelles de Pyxis
| Estrela   | Magnitud aparent | Magnitud absoluta | Distància (anys llum) | Tipus espectral |
| --------- | ---------------- | ----------------- | --------------------- | --------------- |
| α Pyxidis | 3,68             | -3,39             | 845                   | B1.5III         |
| β Pyxidis | 3,97             | -1,41             | 388                   | G5II/III        |
| γ Pyxidis | 4,02             | -0,01             | 208                   | K3III           |
| κ Pyxidis | 4,62             | -1,25             | 487                   | K4/K5III        |
| θ Pyxidis | 4,71             | -1,31             | 521                   | M0III           |

Nota: Els valors numèrics provenen de les dades mesurades pel satèl·lit Hipparcos

## Objectes celestes

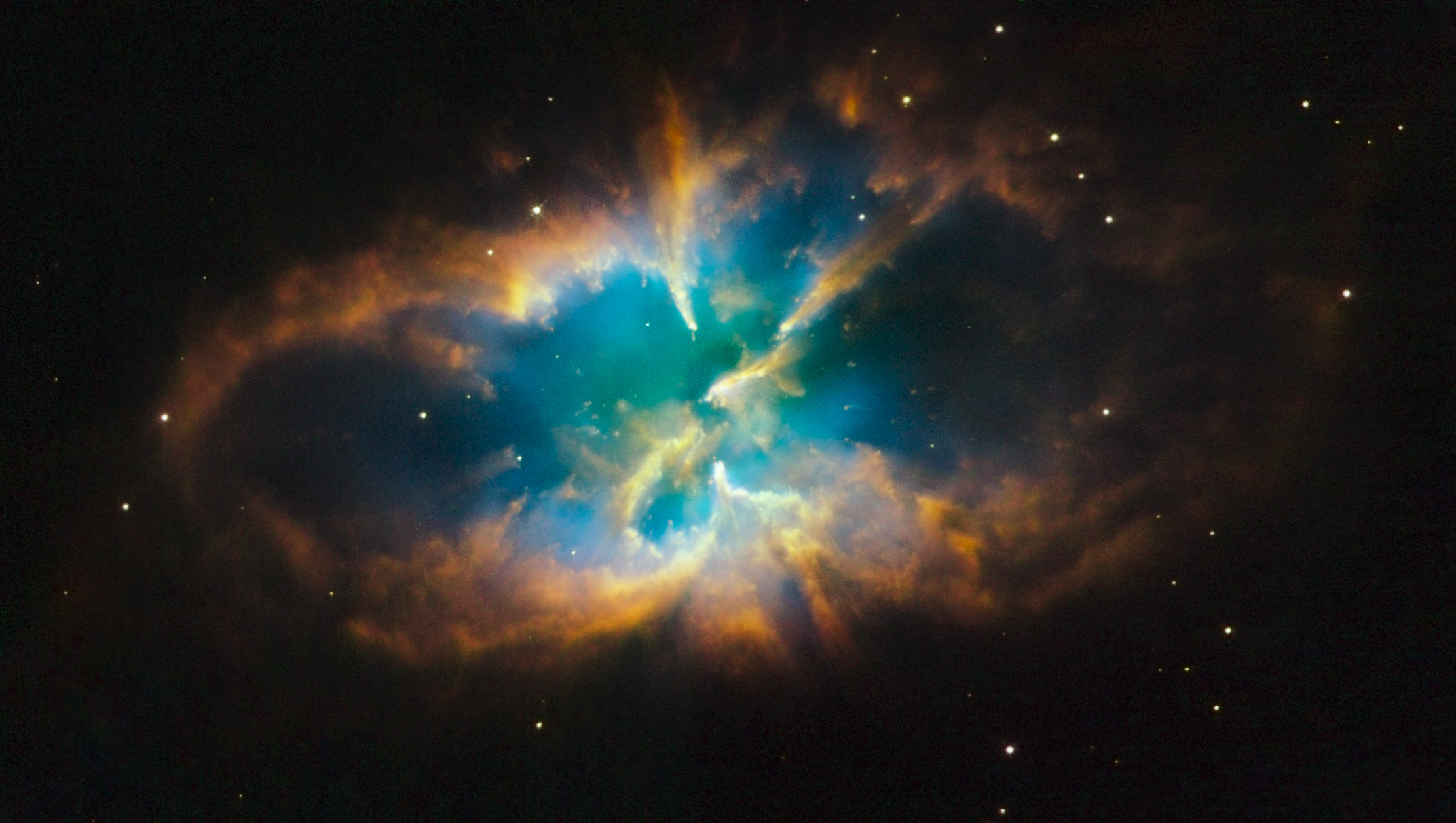
La nebulosa planetària NGC 2818, fotografiada pel telescopi Hubble

Pyxis conté el cúmul obert NGC 2627, distant 8.000 anys llum. Pyxis es troba al pla de la Via Làctia, encara que part de la vora oriental és fosca, amb material que enfosquia el nostre braç galàctic allà. NGC 2818 és una nebulosa planetària que es troba dins d'un cúmul obert tènue de magnitud 8,2. NGC 2818A és un cúmul obert que es troba en línia de visió amb ell. K 1-2 és una nebulosa planetària l'estrella central de la qual és una binària espectroscòpica composta per dues estrelles en òrbita propera amb jets emanant del sistema. S'ha estimat que la temperatura superficial d'un component és tan alta com 85.000 K. NGC 2627 és un cúmul obert de magnitud 8,4 que és visible amb prismàtics.
Descobert l'any 1995, el cúmul globular de Brúixola és un cúmul globular de 13,3 ± 1,3 mil milions d'anys situat a uns 130.000 anys llum de distància de la Terra i a uns 133.000 anys llum de distància del centre de la Via Làctia, una regió que no abans es pensava que contenia cúmuls globulars. Situat a l'halo galàctic, es va observar que es trobava al mateix pla que el Gran Núvol de Magallanes i s'ha plantejat la possibilitat que es tractés d'un objecte escapat d'aquesta galàxia.
NGC 2613 és una galàxia espiral de magnitud 10,5 que sembla en forma de fus ja que és gairebé de punta per als observadors de la Terra. Henize 2-10 és una galàxia nana que es troba a 30 milions d'anys llum de distància. Té un forat negre d'un milió de masses solars al seu centre. Coneguda com una galàxia d'esclat estel·lar a causa de les taxes molt altes de formació estel·lar, té un color blavós a causa del gran nombre d'estrelles joves que hi ha a l'interior.

## Sistemes planetaris
Pyxis acull tres estrelles amb sistemes planetaris confirmats, tots descoberts per espectroscòpia Doppler. Un Júpiter calent, HD 73256 b, que orbita HD 73256 cada 2,55 dies, va ser descobert utilitzant l'espectrògraf CORALIE en 2003. L'estrella amfitriona és una estrella groga de tipus G9V que té el 69% de la lluminositat del nostre Sol, el 89% del diàmetre i el 105% de la massa. A uns 119 anys llum de distància, brilla amb una magnitud aparent de 8,08 i té uns mil milions d'anys. HD 73267 b si va descobrir amb el Cercador de planetes de velocitat radial d'alta precisió (HARPS) el 2008. Orbita HD 73267 cada 1260 dies, una estrella de tipus espectral de 7000 milions d'anys G5V que té al voltant del 89% de la massa del Sol. Una nana vermella de tipus espectral M2.5V que té al voltant del 42% de la massa del Sol, Gliese 317 està orbitada per dos planetes gegants gasosos. A uns 50 anys llum de distància de la Terra, és un bon candidat per a futures cerques de més planetes rocosos terrestres.